# Stevie Crawford
Stevie Crawford, właśc. Stephen Crawford (ur. 9 stycznia 1974 w Dunfermline) – szkocki piłkarz występujący na pozycji pomocnika.
Wraz z zespołem Raith Rovers zdobył Puchar Ligi Szkockiej (1995). Trzykrotnie osiągnął też finał Pucharu Szkocji: dwukrotnie z Dunfermline Athletic (2004, 2007) i raz z Dundee United (2005).
W reprezentacji Szkocji zadebiutował 24 maja 1995 w wygranym 2:1 towarzyskim meczu z Ekwadorem, w którym strzelił gola. W latach 1995–2004 w drużynie narodowej rozegrał 25 spotkań i zdobył cztery bramki.

## Statystyki ligowe
| Rozgrywki                       | Kraj    | Poziom | Kluby                                                                  | Mecze | Gole |
| ------------------------------- | ------- | ------ | ---------------------------------------------------------------------- | ----- | ---- |
| Premier Division Premier League | Szkocja | I      | Raith Rovers, Hibernian, Dunfermline Athletic, Dundee United, Aberdeen | 326   | 80   |
| First Division                  | Szkocja | II     | Raith Rovers, Hibernian, Dunfermline Athletic, Cowdenbeath             | 163   | 49   |
| Second Division                 | Szkocja | III    | East Fife, Brechin City, Forfar Athletic                               | 79    | 13   |
| Championship                    | Anglia  | II     | Plymouth Argyle                                                        | 26    | 6    |
| League One                      | Anglia  | III    | Millwall                                                               | 42    | 11   |